# Klaus-Dieter Sieloff
Klaus-Dieter Sieloff (27. februar 1942 i Tilsit, Tyskland (nu Rusland) – 13. december 2011 i Stuttgart, Tyskland) var en tysk fodboldspiller (forsvarer).
Han startede sin karriere med ni år hos VfB Stuttgart, hvis andethold han også var tilknyttet. Herefter rejste han til den daværende storklub Borussia Mönchengladbach hvor han tilbragte fem år, inden han afsluttede karrieren med to år hos Alemannia Aachen. Med Gladbach var han med til at blive tysk mester i både 1970 og 1971. I 1973 hjalp han desuden klubben til triumf i DFB-Pokalturneringen, ligesom klubben samme år nåede finalen i UEFA Cuppen.
Sieloff spillede desuden 14 kampe og scorede fem mål for Vesttysklands landshold. Han var en del af det vesttyske hold der vandt sølv ved VM i 1966 i England og bronze ved VM i 1970 i Mexico. Han var dog ikke på banen i nogen af turneringerne, men fungerede udelukkende som reserve.

## Titler
Bundesligaen
- 1970 og 1971 med Borussia Mönchengladbach

DFB-Pokal
- 1973 med Borussia Mönchengladbach